# 札幌市立屯田中央中学校
札幌市立屯田中央中学校（さっぽろしりつ とんでんちゅうおうちゅうがっこう）は北海道札幌市北区屯田6条8丁目1番1号にある公立中学校。

## 沿革
- 1980年（昭和55年）4月1日 - 仮称屯田地区中学校開校事務取扱発令
- 1980年（昭和55年）11月1日 - 条例により「札幌市立屯田中央中学校」設置
- 1981年（昭和56年）3月26日 - 開校式
- 1981年（昭和56年）4月7日 - 第1回入学式

## 教育目標
目標の基底
開拓の心を受けつぎ
自らの研鑽によって 知恵を磨き
心身を鍛錬して 丈夫な体と豊かな人間性を養い
人類の平和に貢献しようと努力する 実践力のある生徒を育成する
1. 生き生きとした豊かな学力を磨く（知育）
2. 礼儀を重んじ、ひろく人と自然を愛する豊かな心情を育む（徳育）
3. 強靭で健全なたくましい心身を育てる（体育）

自主性と積極性をもち、国際社会の変化に対応できる人間を育成する。
人間性豊かな思いやりと、社会性・協調性、感受性を育てる教育環境を実践する。

## 受賞歴
- 2019年 第19回東日本学校吹奏楽大会で金賞を受賞した[1]。